# 角力学校

從其東南角所見、奧林匹亞的角力學校遺址

角力学校（παλαίστρα）是古希腊训练摔跤和拳击的学校。这项活动并不需要很大的空间。角力学校可以独立运行，也可以作为体育馆的一部分。角力学校可以离开体育馆单独存在，但是体育馆则不能没有角力学校。
角力學校分別可於希臘的奧林匹亞和德爾斐遺址中找到。
在羅馬帝國統治時期，角力學校常常與古羅馬浴場結合，又或者是建造在一起。當阿拉伯人和土耳其人接納了古羅馬浴場的傳統後，他們並沒有延續附設角力學校的傳統。